# 142-я отдельная пехотная бригада (Украина)
142-я отдельная пехотная бригада (142 ОПБр) — пехотное соединение Сухопутных войск Вооруженных сил Украины численностью в бригаду.
Бригада была сформирована в начале 2023 года.

## История
Бригада начала формироваться весной 2023 года.
15 июня 2023 года пресс-служба бригады распространила видео работы своей артиллерии.